# ایزوکسوپرین
ایزوکسوپرین یا ایزوکسوپرین کلرید به انگلیسی: Isoxsuprine
نام‌های تجارتی: Isuprine - Rolisox - Vasodilan - Vasoprine - Vasodilian - Duvadilan
طبقه‌بندی فارماکولوژیک: بتا آدرنرژیک (سمپاتومیمتیک)
طبقه‌بندی درمانی: گشادکننده عروق محیطی
اشکال دارویی: قرص ۱۰ میلی‌گرمی

## مکانیسم اثر
ایزوکسوپرین دارای اثرات آنتاگونیستی آلفا-آدرنرژیک و اثرات آگونیستی بتا-آدرنرژیک می‌باشد؛ بنابراین اثر گشادکنندهٔ عروقی این دارو از طریق اثر مستقیم آن بر روی عضلات صاف جدار عروق می‌باشد که منجر به گشاد شدن عروق محیطی می‌شود.
ایزوکسوپرین همچنین اثر تحریک قلبی و شل‌کنندگی رحم را نیز دارد.
نکته‌ای از کاتزونگ: لازم به توضیح است که بر اساس نوشته کتاب کاتزونگ، به‌طور کلی مکانیسم عمل سمپاتومیمتیک‌ها بدین شرح می‌باشد که:
- اثرات رسپتور آلفا-یک با واسطهٔ پروتئین Gq جفت شونده انجام می‌شود و Ip۳(اینوزیتول تری فسفات) و DAG از غشاء رها می‌شود و بدنبال آن، کلسیم رها شده و آنزیم‌ها فعال می‌شوند.
- رسپتور (گیرنده) آلفا-دو سبب مهار آدنیلیل سیکلاز از راه پروتئین Gi جفت شونده می‌گردد.
- رسپتورهای بتا (بتایک- بتادو- بتاسه) از راه پروتئین Gs جفت شونده آدنیلیل سیکلاز را تحریک می‌نمایند و غلظت cAMP درون سلولی را افزایش می‌دهند.
- و در مورد رسپتورهای دوپامینی: رسپتور D۱، آدنیلیل سیکلاز را در نورون‌ها و عضلهٔ صاف عروق فعال می‌نماید و رسپتور D۲ در مغز مهم است.[۱]

## موارد مصرف
- درمان نارسایی عروق مغزی
- درمان بیماری‌های عروق محیطی شامل: آرتریواسکلروزیس ابلیترانز، ترومبوآنژئیتیس ابلیترانز، بیماری رینود

نکته: با توجه به اینکه ایزوکسوپرین علاوه بر اثر وازودیلاتوری، شل کنندهٔ رحم نیز هست، قبلاً گاهی جهت توقف زایمان زودرس نیز کاربرد داشت.

## طریقه مصرف
- درمان نارسایی عروق مغزی و درمان بیماری‌های عروق محیطی شامل: آرتریواسکلروزیس ابلیترانز، ترومبوآنژئیتیس ابلیترانز، بیماری رینود:

در بالغین: ۱۰ تا ۲۰ میلی‌گرم از راه خوراکی، ۳ یا ۴ بار در روز تجویز می‌شود.

## موارد منع مصرف
- خونریزی شریانی
- بلافاصله بعد از زایمان

## عوارض جانبی
- در دستگاه عصبی مرکزی: عصبی شدن، سرگیجه
- در قلب و عروق: هیپوتانسیون، تپش قلب، تاکیکاردی، دیس ریتمی، درد قفسه سینه
- در دستگاه گوارش: تهوع، دیسترس شکمی، اتساع شکمی
- در پوست: راش شدید، فلاشینگ

توجه مهم: در صورت ایجاد راش، مصرف ایزوکسوپرین را باید قطع کرد.